# Nadler Feinkost
Die Nadler Feinkost GmbH ist ein deutscher Nahrungsmittelhersteller, der mehrheitlich zur Unternehmensgruppe Theo Müller gehört und in die Homann-Gruppe integriert ist. Das Unternehmen produziert an Standorten in Deutschland und Polen hauptsächlich Fischspezialitäten in Form von Feinkostsalaten und Brotaufstrichen.

## Geschichte
Nadler Feinkost wurde 1926 von Paul Nadler als Hersteller von Mayonnaise in Berlin gegründet. 1978 startete Nadler mit der Produktion im Werk Bottrop, dem späteren Hauptsitz des Unternehmens.
1981 wurde eine Fischfabrik in Bremerhaven übernommen.
1991 übernahm Nadler 90 % des 1946 gegründeten Fischfeinkostunternehmens Gebrüder Hopf in Floh-Seligenthal. 
1997 akquirierte Nadler den Fischfeinkosthersteller Lisner mit Sitz im polnischen Posen.
1998 übernahm Nadler den Feinkosthersteller Pfennigs, der hauptsächlich als regionale Marke im Raum Berlin auftrat. Das Pfennigs-Werk in Berlin-Tempelhof wurde mit der Übernahme geschlossen und die Produktion auf ein weiteres Werk in Sarstedt konzentriert.
Nach mehreren Verkäufen und Weiterverkäufen gehörte Nadler ab 1999 zum britischen Konzern Unigate (später umbenannt in Uniq).
2004 gab Nadler Feinkost bekannt, die gesamte Heringsproduktion von Bremerhaven nach Posen verlagern zu wollen. Als Grund wurden die niedrigeren Löhne in Polen angegeben. Der Standort Bremerhaven wurde 2007 geschlossen.
Ende 2009 wurde die Nadler-Gruppe von Uniq verkauft an die Beteiligungsgesellschaft IFR Capital (HK-Food) von Heiner Kamps, der bereits die Nordsee-Schnellrestaurants und die Feinkostunternehmen Hamker und Homann besaß. Nadler wurde 2010 in die Homann-Gruppe integriert. HK-Food wurde 2010 wiederum von der Unternehmensgruppe Theo Müller gekauft.
Im gleichen Jahr schloss Nadler das Pfennigs-Werk in Sarstedt.
2016 wurde über Lisner die Firma Nordfish im polnischen Charzyno übernommen.
2017 plante die Unternehmensgruppe Theo Müller, bis 2020 eine neue Großfabrik für Feinkost am Müller-Standort im sächsischen Leppersdorf zu bauen und die Produktion von verschiedenen anderen Standorten, darunter Bottrop und Floh-Seligenthal, dorthin zu verlagern. 2018 gab Müller diese Planungen auf.
Trotzdem wurde der Standort in Floh-Seligenthal 2019 geschlossen und später an die Gründerfamilie Hopf zurückverkauft.
Im Rahmen einer größeren Umstrukturierung der Homann-Gruppe wurde der Sitz der Firma Nadler Feinkost GmbH im September 2021 von Bottrop zum neuen Homann-Sitz nach Bad Essen verlagert.
Das Werk in Bottrop wurde zum Jahreswechsel 2021/22 an das Unternehmen Popp Feinkost verkauft, das zur Wernsing-Gruppe gehört.
Die dort produzierten Feinkostsalate wurden in Lizenz jedoch weiterhin auch unter der Marke Nadler vertrieben.
Zum Jahresende 2024 schloss Wernsing das seit der Übernahme unter der Firma NB Manufaktur auftretende Werk in Bottrop.

## Marken
Marken des Unternehmens sind Nadler, Hopf, Pfennigs, Türk & Pabst sowie Lisner.